# Андреа Маньянте
Андреа Маньянте (італ. Andrea Mangiante; нар. 1 липня 1976) — італійський ватерполіст.
Учасник Олімпійських Ігор 2008 року. Срібний медаліст Чемпіонату світу з водних видів спорту 2003 року.